# پلایدت
پلایدت (به آلمانی: Plaidt) یک شهر در آلمان است که در ماین-کبلنتس واقع شده‌است. پلایدت ۵٬۸۶۴ نفر جمعیت دارد.